# Viscainopelmatus davewerneri
Viscainopelmatus davewerneri är en insektsart som beskrevs av Tinkham 1970. Viscainopelmatus davewerneri ingår i släktet Viscainopelmatus och familjen Stenopelmatidae. Inga underarter finns listade i Catalogue of Life.